# Heteroarenos

Estructura general del heterobenceno (E = N, P, As, Sb, Bi, SiH, GeH, SnH).

Dentro de los heteroarenos destacan los más sencillos, que son los que derivan de la estructura del benceno, que se denominan heterobencenos.
Los heterobencenos son compuestos organometálicos en los que se sustituye un átomo de carbono dentro del anillo aromático por un átomo distinto denominado heteroátomo. Los compuestos heteroaromáticos de esta familia tienen la fórmula molecular:
```
C
5
H
5
E (E = N, P, As, Sb, Bi) o
C
5
H
6
E (E = Si, Ge, Sn)
```

Los primeros se derivan del benceno (C6H6) reemplazando un grupo metino (CH) por un heteroátomo (isoelectrónico) del grupo 15 de la tabla periódica. Los últimos contienen, al igual que el benceno, seis átomos de hidrógeno pero un átomo de carbono menos, que ha sido sustituido por otro elemento del grupo 14 de la tabla periódica.

## Características y propiedades
Lo que todos los heterobencenos tienen en común es su aromaticidad. La estabilidad disminuye a medida que aumenta el número atómico del heteroátomo. Las longitudes de enlace y los ángulos de los heterobencenos del grupo 15 de la tabla periódica se muestran a continuación:
|  |

Como puede apreciarse en la imagen superior, los anillos de seis miembros se distorsionan cada vez más a medida que aumenta el número atómico del heteroátomo. Solamente el benceno y la piridina mantienen la forma homogénea y, a partir de la fosforina, la longitud de enlace Carbono-Heteroátomo se hace cada vez mayor.
Gottfried Märkl proporcionó en 1982 una recopilación de propiedades, síntesis y reacciones de los homólogos de piridina, fosfabenceno y arsabenceno.
El silabenceno, el germabenceno y el estannabenceno son heterobencenos aromáticos y cada uno contiene un heteroátomo (Si, Ge o Sn) del grupo 14 de la tabla periódica en el anillo de seis miembros.

## Presencia en la naturaleza

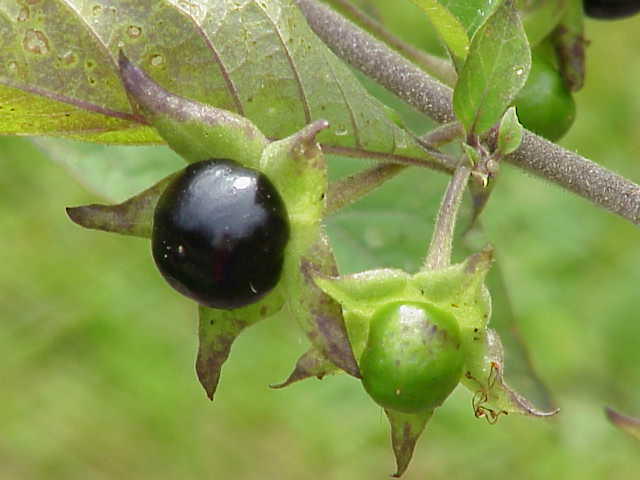
Las hojas y raíces de la belladona negra (Atropa belladona) contienen piridina.

La extracción de piridina del alquitrán de hulla, que contiene alrededor del 0,1%, es de importancia histórica. Sólo se conocen unas pocas apariciones naturales de piridina libre. Sin embargo, podría detectarse en los componentes volátiles del malvavisco, así como en las hojas y raíces de la solanácea negra (Atropa belladonna). No se sabe nada sobre la presencia natural de fosfabenceno, arsabenceno, estibabenceno y bismabenceno, así como de silabenceno, germabenceno y estannabenceno.

## Síntesis
Las síntesis industriales modernas de piridina utilizan la ruta publicada por primera vez por Chichibabin en 1924, que implica una reacción multicomponente entre cetonas o aldehídos con amoníaco.
El fosfabenceno, el arsabenceno, el estibabenceno y el bismabenceno no se producen a escala industrial. Sin embargo, tienen un interés académico considerable.
La primera fosforina (fosfabenceno) sintetizada fue la 2,4,6-trifenilfosforina, que la sintetizó Gottfried Märkl en 1966 a partir del correspondiente sal de pirilio y tris(hidroximetil)fosfina:
La primera síntesis de un arsabenceno sustituido, más precisamente el 9-arsaantraceno, fue descrita por Peter Jutzi y Friedrich Bickelhaupt.
Arthur J. Ashe III describió una síntesis de los cuerpos básicos de varios heterobencenos, a partir de trihaluros (X = Cl, Br) de los elementos del grupo 15 de la tabla periódica (E = P, As, Sb, Bi). :
De este modo, el fosfabenceno (E = P) y el arsabenceno (E = As) podrían obtenerse como líquidos destilables. También se obtuvo estibabenceno (E = Sb), pero es una sustancia lábil que polimeriza rápidamente a temperatura ambiente. El bismabenceno (E = Bi), por el contrario, no se pudo aislar en sustancia, pero sí se pudo detectar espectroscópicamente y mediante derivatización dirigida.
El 2-silanaftaleno 1 fue preparado como el primer derivado de silabenceno por un grupo japonés en 1997. Los autores Norihiro Tokitoh y Renji Okazaki informaron posteriormente sobre la síntesis de un silabenceno 2 térmicamente estable, que está estabilizado por un sustituyente estéricamente exigente.
El germabenceno es un compuesto teórico, ya que aún no se ha sintetizado. Sin embargo, se ha preparado una sustancia estable 3 derivada de 2-germanaftaleno.